# 朱塞佩·波尔齐奥
朱塞佩·波尔齐奥（義大利語：Giuseppe Porzio，1967年2月26日—），意大利前男子水球运动员。他曾代表意大利国家队参加1992年夏季奥林匹克运动会水球比赛，获得金牌。